# 芦屋美帆子
芦屋 美帆子（あしや みほこ、1982年11月2日-）は日本のAV女優。クルーズグループ所属。

特技：ピアノ、バイオリン

## 出演

### アダルトビデオ
2010年
- 現役ヴァイオリニスト 芦屋美帆子（3月15日、STAR PARADISE）
- 近親相姦 五十路母の告白（4月19日、エマニエル） - 森貴代 役
- 母さんと呼べない。僕と同い年の義母（4月25日、小林興業）他出演：新尾きり子
- 人妻ねとられ温泉旅行2（5月29日、ラハイナ東海）
- 姉の旦那さん 〜禁断の家族関係〜（6月5日、スティルワークス）共演：折原みさと、中村蒼子
- 人妻肉体返済 私にはこれしかないんです（6月29日、ドリームステージエンタテインメント）共演：新尾きり子
- 美人で評判!! 憧れの隣の奥さん4（7月5日、スティルワークス）共演：高梨ひとみ、玉木かおり、折原みさと、中村蒼子
- 美人すぎるバイオリニスト 芦屋美帆子（8月19日、タカラ映像）
- 夫の上司に寝取られて3（9月17日、なでしこ）共演：澤村レイコ
- 旦那が酔って寝てるすきに人妻と温泉不倫ハメ狂い（12月28日、ラハイナ東海）共演：川村典子、小森涼、篠原奈美

2011年
- 近親相姦 母の熟れた身体（1月28日、ドリームステージエンタテインメント）共演：矢部寿恵
- 配達先で出会ったどスケベ奥さん（3月19日、エッジ）他出演：中原美姫、瀬戸珠美、多岐川一葉
- 近親相姦5 〜姉貴との禁断の関係〜（6月4日、スティルワークス）他出演：藤平みづき、金井恵奈
- ゲロス2 食糞ゴミ溜め編（7月1日、ラッシュ）
- あぁ…汗くっさぁ〜い（7月5日、NON）他出演：榊サトカ、姫野ゆあ、新城美稀、鈴本なおみ、中川純
- 奉仕妻 5人のドM不倫女たち[4]（7月7日、桃太郎映像出版）
- 激似 大●優子の講師も在籍する!! シャブられ予備校 ノドにアクメーション学院（8月5日、NON）他出演：まりか、中川純、さとう遥希、野中あんり、泉麻那
- 団塊世代の男たちよチ○ポを握り締めながら叫べ!『日本はこれでいいのかァ!』（9月20日、AV博物館）他出演：櫻井夕樹
- 友達の綺麗なお母さんに中出し10（11月25日、なでしこ）共演：石井麻奈美
- 生出し近親相姦 ばついちの母（11月29日、小林興業）共演：石井麻奈美
- 激烈な寸止め! vol.2（12月2日、ラッシュ）他出演：星崎アンリ、七咲楓花、高沢沙耶、瀬奈ジュン

2012年
- 美人お姉さんが丁寧な敬語でアナル責めながら手コキしてくれる（1月20日、ジャネス）他出演：大城かえで、野中あんり、中居ちはる、蒼木マナ

### オリジナルビデオ
- 猛毒Y談 人喰い秘宝館（2012年1月6日、アルバトロス (映画配給会社)）